# Borsania mendozina
Borsania mendozina är en fjärilsart som beskrevs av Köhler 1952. Borsania mendozina ingår i släktet Borsania och familjen nattflyn. Inga underarter finns listade i Catalogue of Life.